# Форт Лиссе
Форт Лиссе (греч. Οχυρό Λίσσε) — один из 21 фортов Линии Метаксаса, где в апреле 1941 года в ходе Греческой операции греческая армия успешно отразила атаку войск нацистской Германии. Находится на греко-болгарской границе, вблизи города Като-Неврокопион в периферийной единице Драма в периферии Восточная Македония и Фракия.

## Форт
Форт находится вблизи деревни, получившей также название Охирон (греч. Οχυρόν — «укреплённое место»), примерно 2 км от города Като-Неврокопион. Форт воздвигнут на высоте 548 метров.
Длина его подземных тоннелей 950 метров.
Вооружение его состояло из:
- 3-х орудий 75 мм
- 3-х противотанковых орудий 37 мм
- 1-го зенитного орудия 20 мм
- 2-х миномётов 81 мм
- 22 пулемётов

Гарнизон состоял из 12 офицеров и 457 солдат.

## Оборона Форта
После того как греческая армия отразила атаку Италии в 1940 году и, преследуя итальянцев, перенесла военные действия в Албанию, на помощь итальянцами пришла Германия. Германские войска начали военные действия протв Греции 6 апреля 1941 года из союзной немцам Болгарии.
В этом форте греческая армия мужественно отражала атаки германских дивизий 6-9 апреля 1941 года. Гарнизон Лиссе продолжил сражение, невзирая на приказ командования о прекращении борьбы, и оставил свой форт только 10 апреля, уже после того как прекратил сражение Форт Рупел. Здесь, также как и при оставлении, после жестоких боёв других фортов, немецкий почётный караул отдавал честь греческим солдатам.

## Музей
В память о этих событиях в 1981 году воздвигнут мемориал и маленький музей.
Экспонаты включают огнестрельное оружие (револьверы, пистолеты, винтовки, пулемёты, гранаты и т. д.) принадлежавшие греческой и германской армиям, мундиры, медали, различные личные вещи солдат и офицеров, и карту 1941 года с деталями Сражения фортификаций.
Музей открыт по субботам и воскресениям.

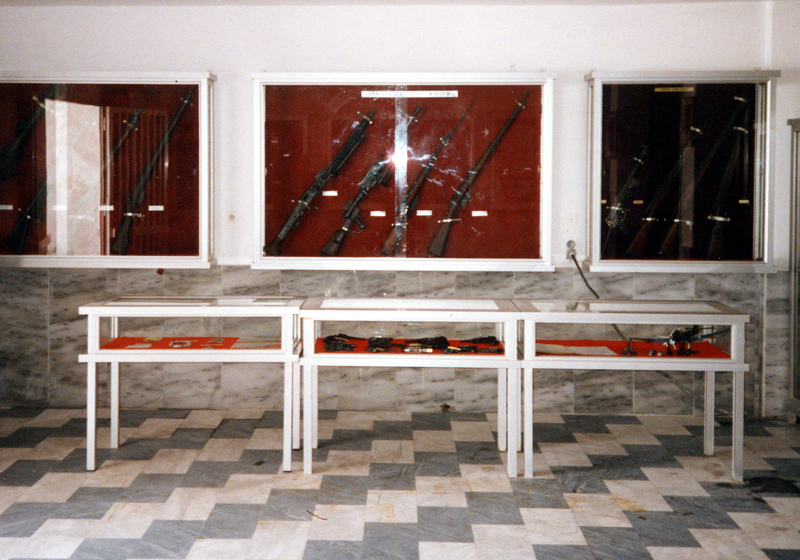
Вид музея 1
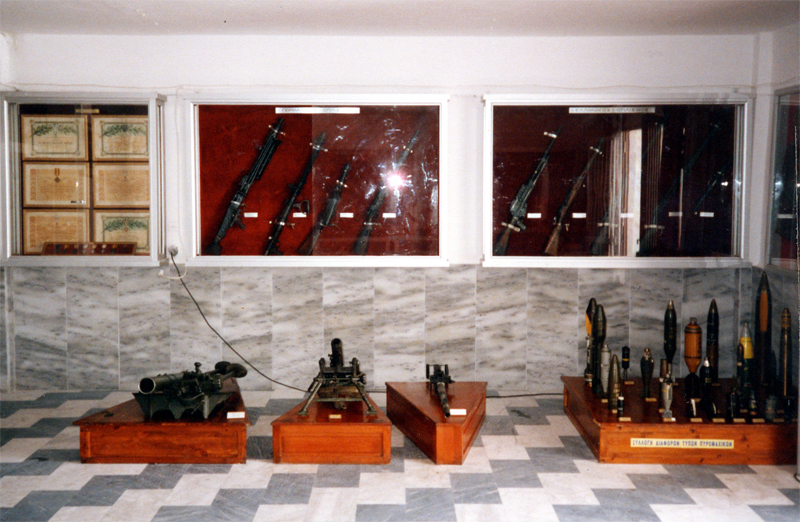
Вид музея 2
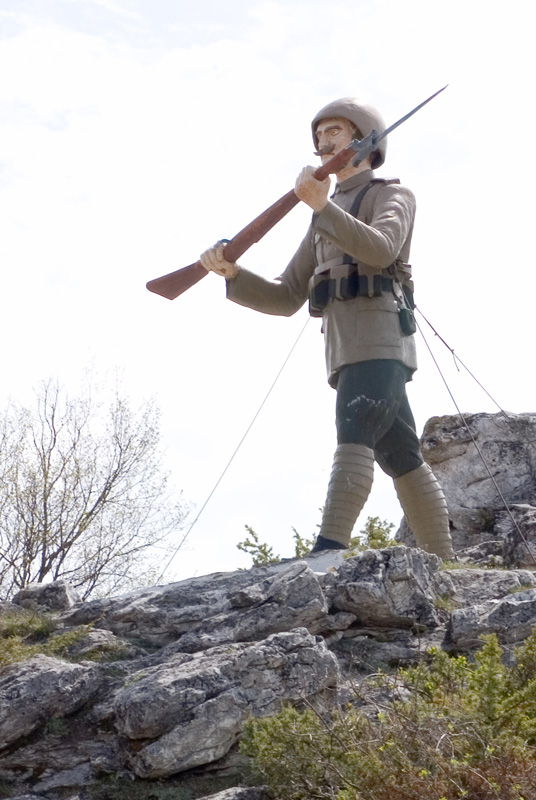
Металлическая фигура греческого солдата